# Luis Hernández Maluenda
Luis Felipe Hernández Maluenda (La Serena, 12 de enero de 2004) es un futbolista profesional chileno que se desempeña como delantero y actualmente milita en Santiago City de la Segunda División de Chile.

## Trayectoria

### Universidad Católica
Comenzó sus inferiores en la filial de Universidad Católica en La Serena, posteriormente, en 2015 se integró al club en su sede en Santiago, incorporándose desde 2016 en la Casa Cruzada. Hernández debutó el 18 de junio de 2022 contra Unión San Felipe por el partido de ida en la tercera fase de la Copa Chile, ingresando al minuto 87' reemplazando a Luciano Aued en el triunfo por 3 a 1 del elenco estudiantil. El 31 de agosto tras ingresar de cambio por Jorge Ortiz al minuto 80', en menos de 40 segundos marcó su primera asistencia como jugador profesional al dar un pase a Alexander Aravena quien marcaría el 2 a 2 de su club ante Unión Española.

## Estadísticas

### Clubes
| Club                         | Div.          | Temporada     | Liga  | Liga  | Liga   | Copas Nacionales | Copas Nacionales | Copas Nacionales | Torneos Internacionales | Torneos Internacionales | Torneos Internacionales | Total | Total | Total  |
| Club                         | Div.          | Temporada     | Part. | Goles | Asist. | Part.            | Goles            | Asist.           | Part.                   | Goles                   | Asist.                  | Part. | Goles | Asist. |
| ---------------------------- | ------------- | ------------- | ----- | ----- | ------ | ---------------- | ---------------- | ---------------- | ----------------------- | ----------------------- | ----------------------- | ----- | ----- | ------ |
| Universidad Católica · Chile | 1.ª           | 2022          | —     | —     | —      | 1                | 0                | 0                | —                       | —                       | —                       | 1     | 0     | 0      |
| Universidad Católica · Chile | 1.ª           | 2023          | 5     | 0     | 1      | 0                | 0                | 0                | —                       | —                       | —                       | 5     | 0     | 1      |
| Universidad Católica · Chile | Total club    | Total club    | 5     | 0     | 1      | 1                | 0                | 0                | 0                       | 0                       | 0                       | 6     | 0     | 1      |
| Total carrera                | Total carrera | Total carrera | 5     | 0     | 1      | 1                | 0                | 0                | 0                       | 0                       | 0                       | 6     | 0     | 1      |
| 1. 2.                        |               |               |       |       |        |                  |                  |                  |                         |                         |                         |       |       |        |

### Resumen estadístico
| Competición               | Partidos | Goles | Asistencias |
| ------------------------- | -------- | ----- | ----------- |
| Primera división de Chile | 5        | 0     | 1           |
| Copa Chile                | 1        | 0     | 0           |
| Total                     | 6        | 0     | 1           |